# Johann Friedrich August Tischbein
Johann Friedrich August Tischbein (9. března 1750, Maastricht – 21. června 1812, Heidelberg), takzvaný Lipský Tischbein, byl německý malíř. Proslavil se především rodinnými portréty a byl nejznámější představitel druhé generace umělecké rodiny Tischbeinů.

## Život
Tischbein se narodil v rodině divadelního malíře Johanna Valentina Tischbeina, od něhož se naučil základní malířské dovednosti. "Goetheův-Tischbein", malíř Johann Heinrich Wilhelm Tischbein, byl jeho bratranec.
V roce 1768 Tischbein přišel do Kasselu do ateliéru svého strýce, malíře Johanna Heinricha Tischbeina staršího, zvaného "Kasselský Tischbein" (1722–1789).
Po cestě po Francii a studijním pobytu v Paříži, kde byl od roku 1722 žákem Johanna Georga Willea. V roce 1777 podnikl Tischbein další studijní cestu do Říma a Neapole. Zde se spřátelil s malíři Jacquesem Louisem Davidrm a Antonínem Rafaelem Mengsem, s nimiž také spolupracoval. V polovině roku 1780 se Tischbein vrátil zpátky do Německa.
Ještě téhož roku obdržel nabídku stát se dvorním malířem knížete Friedricha Augusta Waldecka z Pyrmontu  v hesenském Bad Arolsenu, krátce na to byl Tischbein knížetem jmenován do jeho malířské rady a stal se členem Malířského kabinetu. V letech 1781–82, stejně jako 1786 a 1788–89, podnikal Tischbein studijní cesty do Holandska, kde byl rovněž zaměstnán. Tyto cesty ovlivnily jeho příklon k portrétní malbě a k silné občanské příslušnosti. S čistotou dvorského umění na absolutistickém dvoře se rozloučil.
V roce 1795 o něj projevil zájem Leopold III. Anhaltsko-Desavský, ale ještě téhož roku odešel Tischbein do Berlína, kde měl veliký úspěch. Od 1799 do 1800 portrétoval Tischbein v Drážďanech a díky tomu jeho sláva ještě vzrostla. V roce 1800 byl Tischbein namísto Adama Friedricha Oesera pověřen vedením Akademie umění v Lipsku.
Roku 1806 odcestoval Tischbein do Petrohradu kvůli stanovení dědictví po svém bratrovi Ludwigu Philippovi Tischbeinovi. Rozhodl se tam zůstat, neboť dostal velice výhodnou pracovní nabídku, která trvala tři roky. Vznikla zde většina portrétů členů ruské vysoké šlechty. Velkými vzory pro malbu ženských portrétů mu byli Angličané Thomas Gainsborough a George Romney.

## Rodina
- Malíř Johann Heinrich Wilhelm Tischbein, zvaný podle svého hlavního objednavatele "Goetheův-Tischbein", byl jeho bratrancem.

S manželkou Sophií, rozenou Müllerovou, měl Tischbein dvě výtvarně činné děti:
- Kreslířku Caroline Tischbeinovou (1783–1843)
- dvorního malíře Carla Wilhelma Tischbeina (1797–1855)

Malíř Johann Friedrich August Tischbein se dožil 62 let a pro odlišení od svého bratrance býval označován "Lipský Tischbein", zemřel 21. června 1812 v Heidelbergu.